# Laurence Gérrard

Laurence Gérrard als Marlene Dietrich

Laurence Gérrard (* 22. Januar 1967 in Dettum) ist ein deutscher Chansonnier, Musiker und Schauspieler.

## Leben
Gérrard wirkte an verschiedenen Marlene-Dietrich-Revivalproduktionen mit. Laurence Gérrard tritt darüber hinaus europaweit als Marlene-Dietrich-Darsteller und Double auf. Er spielte in den vergangenen zehn Jahren unter anderem im Pulverfaß in Hamburg, dem Germaniapalast in Frankfurt am Main, im Travestie-Revue-Theater Carte Blanche in Dresden, im Gloriatheater in Köln, sowie im Stadttheater in Solingen. Auf der Bühne arbeitete er unter anderem mit Heidi Kabel, Brigitte Mira, Su Kramer, Lys Assia, den Jacob Sisters und Mario Velvo. 
Laurence Gérrard lebt derzeit in Bremen.